# Lai Shi, China's Last Eunuch
Pour plus de détails, voir Fiche technique et Distribution.
Lai Shi, China's Last Eunuch (中國最後一個太監, Chung Gwok jui hau yat goh tai gam), aussi connu sous le titre Last Eunuch in China, est un film dramatique historique hongkongais réalisé par Jacob Cheung et sorti en 1987 à Taïwan et en 1988 à Hong Kong. C'est l'adaptation du roman de Ni Kuang sur Sun Yaoting, le dernier eunuque chinois vivant.
Il totalise 15 624 171 HK$ de recettes au box-office.

## Synopsis
Durant le chaos de la fin de la dynastie Qing, Liu Lai-shi (Max Mok) envie la gloire de son compatriote citadin et eunuque Siu Tak-cheung et demande à ses parents la purification. Mais bientôt, la dynastie Qing s'effondre, Liu échoue à devenir eunuque impérial et est envoyé à Pékin pour étudier l'opéra. Par la suite, il retrouve son amie d’enfance Chiu Tai (Irene Wan). Il a l'intention de mener une vie familiale normale, mais ne peut plus le faire une fois son identité d'eunuque révélée. Le chef de la troupe d'opéra (Sammo Hung), compatissant envers Liu, tente de l'amener au palais pour qu'il devienne le dernier eunuque de Chine. En 1924, l'empereur Xuantong est expulsé de la Cité interdite lors du Coup de Pékin et Liu commence une vie d'errance.

## Fiche technique
- Titre original : 中國最後一個太監
- Titre international : Lai Shi, China's Last Eunuch
- Réalisation : Jacob Cheung
- Scénario : Eddie Fong
- Photographie : Tom Lau
- Montage : Peter Cheung
- Musique : Joseph Chan et Sherman Chow
- Production : Sammo Hung
- Société de production : Bo Ho Film Company Ltd et Paragon Films
- Société de distribution : Golden Harvest
- Pays d'origine :  Hong Kong
- Langue originale : cantonais
- Format : couleur
- Genre : drame, historique et biographique
- Durée : 90 minutes
- Dates de sortie :
  -  Taïwan : 24 octobre 1987
  -  Hong Kong : 4 mars 1988
  -  Corée du Sud : 18 février 1989

## Distribution
- Max Mok : Liu Lai-shi, le dernier eunuque de Chine
- Irene Wan : Chiu Tai, l'amie d'enfance de Liu Lai-shi
- Sammo Hung : le professeur de Liu Lai-shi, chef de la troupe d'opéra
- Andy Lau : Han Ming, le mari de Chiu Tai et révolutionnaire
- Wu Ma : Lord Ting, le chef des eunuques
- Lam Ching-ying : Liu Chang-fu, le père de Liu Lai-fhi
- Gua Ah-leh (en) : la mère de Liu Lai-shi
- Pauline Wong : Sœur Hung, une prostituée
- Manfred Wong : l'eunuque Lee
- Peter Mak (en)
- Alfred Cheung : le chef de district
- Anthony Chan (en) : l'interprète japonais
- James Tien : le général Lei
- Sit Hon : Lord Chao
- Sihung Lung : le propriétaire de Fu
- Ng Min-kan : un membre de la troupe d'opéra
- Yuen Miu : un membre de la troupe d'opéra
- Chow Kam-kong : un membre de la troupe d'opéra
- Pang Yun-cheung : un membre de la troupe d'opéra
- Lee Chi-kit : un soldat japonais
- Vincent Chiao (en) : l'adjudant